# Gianfranco Agostino Gardin
Gianfranco Agostino Gardin (San Polo di Piave, 15 marzo 1944 – Treviso, 21 giugno 2024) è stato un arcivescovo cattolico e religioso italiano.

## Biografia
Nato a San Polo di Piave, in provincia di Treviso e diocesi di Vittorio Veneto, visse a Venezia a partire dal 1946, nella parrocchia francescana di Santa Maria Gloriosa dei Frari.

### Formazione e ministero sacerdotale
Entrò nella provincia patavina dell'Ordine dei frati minori conventuali emettendo la professione semplice nel 1961 e nel 1965 quella solenne.
Il 21 marzo 1970 fu ordinato presbitero, nella basilica di Sant'Antonio di Padova, dal vescovo Girolamo Bartolomeo Bortignon.
Dopo l'ordinazione continuò gli studi filosofici e teologici a Padova e nel 1983 conseguì il dottorato in teologia morale presso l'Accademia alfonsiana di Roma con una tesi intitolata Sessualità e virtù di castità nella formazione seminaristica.
Per quindici anni, dal 1973 al 1988, insegnò teologia morale a Padova; dal 1973 al 1976 fu vicerettore del seminario teologico della provincia patavina. Nel 1978 iniziò a lavorare nella redazione del mensile Messaggero di Sant'Antonio; mantenne l'incarico fino al 1988, anno in cui lasciò anche la direzione della rivista, da lui fondata, CredereOggi.
Dal 1988, per sette anni, gli venne affidato il ruolo di ministro provinciale dei frati minori conventuali della provincia patavina di Sant'Antonio. Nel 1995 fu eletto ministro generale dell'Ordine, servizio che svolse per sei anni. Nel 1999, in tale veste, partecipò al Sinodo dei vescovi sull'Europa. Nel novembre 2000 venne eletto anche presidente dell'Unione superiori generali (USG). Dal 2001 al 2005 risiedette nel convento San Francesco a Treviso, mentre nel 2005 venne nominato direttore generale dell'Opera Messaggero di Sant'Antonio.

### Ministero episcopale

Il suo stemma nel periodo della Curia Romana

Il 10 luglio 2006 papa Benedetto XVI lo nominò segretario della Congregazione per gli istituti di vita consacrata e le società di vita apostolica e arcivescovo titolare di Cissa; succedette a Piergiorgio Silvano Nesti, dimessosi per raggiunti limiti di età. Il 26 agosto successivo ricevette l'ordinazione episcopale, nella basilica di Sant'Antonio di Padova, per imposizione delle mani del cardinale Angelo Sodano, co-consacranti gli arcivescovi Piergiorgio Silvano Nesti e Paolo Atzei.
Il 1º novembre 2007 papa Benedetto XVI lo nominò arcivescovo titolare di Torcello, mantenendo il suo incarico di segretario presso la Curia romana.
Il 18 dicembre 2009 papa Benedetto XVI lo nominò vescovo, con il titolo ad personam di arcivescovo, di Treviso; succedette ad Andrea Bruno Mazzocato, precedentemente nominato arcivescovo metropolita di Udine. Il 7 febbraio 2010 prese possesso della diocesi nella cattedrale di Treviso, alla presenza dei cardinali Angelo Scola, patriarca di Venezia ed amministratore apostolico della diocesi, e Franc Rodé, prefetto della Congregazione per gli istituti di vita consacrata e le società di vita apostolica, nonché dell'arcivescovo Giuseppe Bertello, nunzio apostolico in Italia. La domenica successiva al suo ingresso in diocesi, secondo un'antica consuetudine, presiedette nel duomo di Asolo una celebrazione eucaristica con la comunità parrocchiale.
Nel novembre 2010 provvide alla riorganizzazione territoriale della diocesi riducendo i vicariati da 17 a 15 (ulteriormente ridotti a 14, nel 2012, con la creazione del vicariato urbano), mentre il 26 febbraio 2012 istituì ufficialmente le prime quattro Collaborazioni pastorali di Castelfranco, Santa Bona, Istrana e Paese, che coinvolsero ben 19 parrocchie chiamate a condividere tra loro iniziative e risorse, tra cui, a lungo andare, lo stesso parroco, data la crisi vocazionale che colpì la stessa diocesi veneta. Il 2 dicembre ne istituì altre cinque.
Il 21 settembre 2012 indisse ufficialmente la visita pastorale alla diocesi, che si tenne dal gennaio del 2013 alla fine del 2016.
Il 29 marzo 2014 fu nominato membro della Congregazione per gli istituti di vita consacrata e le società di vita apostolica.
Durante il suo episcopato si dimostrò sempre molto vicino al tema dell'immigrazione, organizzando diverse iniziative, come quando nel gennaio 2019 decise di finanziare personalmente dei corsi, maschili e femminili, per gli immigrati: gli uomini ebbero l'opportunità di seguire un corso di saldatura e uno per operatore elettrico civile; le donne, invece, un corso di cucina, cucito ed igiene. Un altro tema a lui molto caro fu la vita politica della diocesi, motivo per cui egli stesso presentò nel dicembre 2018 agli amministratori locali il decalogo per un buon politico, un insieme di principi e requisiti necessari.
Nei dieci anni di ministero a Treviso ordinò 35 nuovi preti e 6 nuovi diaconi permanenti, avviò in molte comunità parrocchiali il progetto Sicar di rinnovamento per la catechesi e, con la pastorale giovanile, le tre giornate bibliche e i pellegrinaggi in Terra santa. Aprì una nuova missione in Paraguay, nella diocesi di San Juan Bautista de las Misiones, e il consultorio familiare socio-sanitario. Diede il via, con l'Azione Cattolica, al progetto Giovani Famiglie per le coppie con meno di dieci anni di matrimonio. Avviò, inoltre, il censimento delle chiese, l'inventariazione dell'archivio storico e la catalogazione digitale della biblioteca diocesana.
Fu delegato per la vita consacrata della Conferenza episcopale triveneta.
Il 6 luglio 2019 papa Francesco accolse la sua rinuncia, presentata per raggiunti limiti di età, al governo pastorale della diocesi di Treviso; gli succedette Michele Tomasi, del clero di Bolzano-Bressanone. Rimase amministratore apostolico della diocesi fino all'ingresso del successore, avvenuto il 6 ottobre seguente.
Da vescovo emerito visse, dal 2022, presso la Casa del clero di Treviso, dove morì il 21 giugno 2024, all'età di 80 anni. Dopo le esequie, celebrate il 28 giugno dal patriarca di Venezia Francesco Moraglia nella cattedrale di Treviso, fu tumulato nella cripta dello stesso edificio.

## Opere
- Mario Cusinato, G. A. Gardin, L'albero della vita: quarant'anni di fondazione del Centro della famiglia, Centro della famiglia, Treviso, 2015, serie "Strumenti formativi" OCLC 1045958168, p. 316.
- Giorgio Ronzoni, G. A. Gardin, Le sètte "sorelle": modalità settarie di appartenenza a gruppi, comunità e movimenti ecclesiali?, serie "Sophia. Praxis" (n. 12), EMP: Facoltà Teologica del Triveneto, Padova, 2016
- Tobia, il mestiere di vivere: un itinerario sapienzale con Dio che libera e risana, editore Il margine, serie "Orizzonti", Trento, 2012
- Un beato nel cuore di Treviso: Il vescovo Andrea Giacinto Longhin (1904-1936), Editrice San Liberale, Treviso, 2015, OCLC 1046043196, p. 189

## Genealogia episcopale
La genealogia episcopale è:
- Cardinale Scipione Rebiba
- Cardinale Giulio Antonio Santori
- Cardinale Girolamo Bernerio, O.P.
- Arcivescovo Galeazzo Sanvitale
- Cardinale Ludovico Ludovisi
- Cardinale Luigi Caetani
- Cardinale Ulderico Carpegna
- Cardinale Paluzzo Paluzzi Altieri degli Albertoni
- Papa Benedetto XIII
- Papa Benedetto XIV
- Papa Clemente XIII
- Cardinale Marcantonio Colonna
- Cardinale Giacinto Sigismondo Gerdil, B.
- Cardinale Giulio Maria della Somaglia
- Cardinale Carlo Odescalchi, S.I.
- Vescovo Eugène de Mazenod, O.M.I.
- Cardinale Joseph Hippolyte Guibert, O.M.I.
- Cardinale François-Marie-Benjamin Richard
- Cardinale Pietro Gasparri
- Cardinale Clemente Micara
- Cardinale Antonio Samorè
- Cardinale Angelo Sodano
- Arcivescovo Gianfranco Agostino Gardin, O.F.M.Conv.

## Araldica
| Stemma | Descrizione | Blasonatura |
| ------ | --- | --- |
|        | Gianfranco Agostino Gardin Arcivescovo titolare di Cissa Segretario della Congregazione per gli istituti di vita consacrata e le società di vita apostolica Arcivescovo titolare di Torcello | Nella parte superiore il "capo di san Francesco", ovvero, su campo d'argento, le due braccia che si incrociano, col palmo traforato dalle stimmate, all'altezza di una croce. Questi simboli francescani caratterizzano lo stemma di chi è stato, come mons. Gardin, ministro generale dell'Ordine dei frati minori conventuali. Nella parte inferiore, nella prima parte, in campo azzurro vi sono sei spighe d'oro, sormontate da un libro aperto con scritte le lettere Α e Ω, simboli rispettivamente del pane eucaristico e della Parola di Dio. |
|        | Gianfranco Agostino Gardin Arcivescovo-vescovo di Treviso | Nella parte superiore il "capo di san Francesco", ovvero, su campo d'argento, le due braccia che si incrociano, col palmo traforato dalle stimmate, all'altezza di una croce. Questi simboli francescani caratterizzano lo stemma di chi è stato, come mons. Gardin, ministro generale dell'Ordine dei frati minori conventuali. Nella parte inferiore, divisa in due, nella prima parte, in campo azzurro vi sono sei spighe d'oro, sormontate da un libro aperto con scritte le lettere Α e Ω, simboli rispettivamente del pane eucaristico e della Parola di Dio. Nella parte di destra, su sfondo oro vi è un gonfalone rosso con croce bianca che esce dalle acque, simboli di Treviso e delle acque del fiume Sile. Il motto Domini pulchritudine correpti, tradotto come rapiti dalla bellezza del Signore, fu scelto da mons. Gardin al momento della sua nomina a segretario della Congregazione per gli istituti di vita consacrata e le società di vita apostolica, con un richiamo all'espressione "avvinti dalla bellezza del Signore" tratta dal n. 104 dell'Esortazione apostolica post sinodale del marzo 1996 "Vita Consacrata" di papa Giovanni Paolo II. |